# 下倫卡鄉

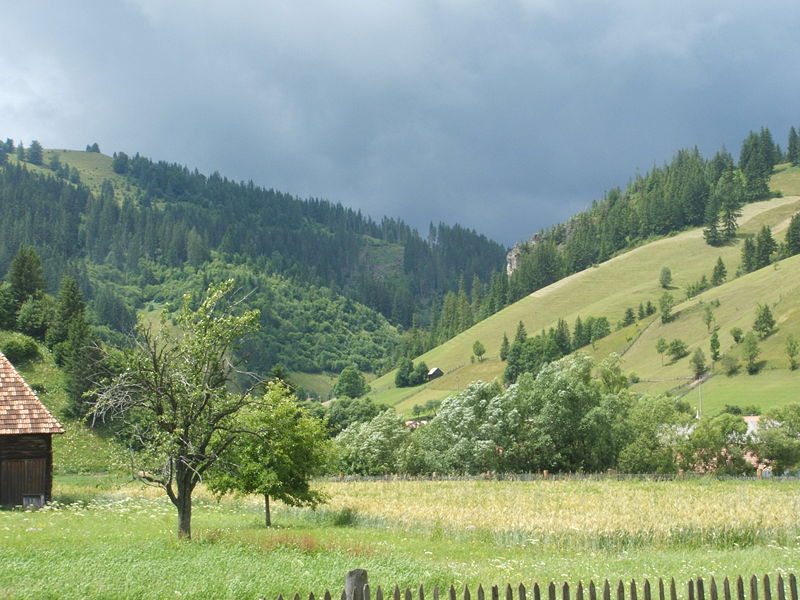

46°34′0″N 25°59′0″E / 46.56667°N 25.98333°E
下倫卡鄉（羅馬尼亞語：Comuna Lunca de Jos, Harghita），是羅馬尼亞的鄉份，位於該國中部，由哈爾吉塔縣負責管轄，面積126平方公里，海拔高度930米，2007年人口5,309，人口密度每平方公里42人。